# Петър Гьозлиев
Петър Иванов Гьозлиев е български общественик и журналист от Южна Македония.

## Биография
Петър Гьозлиев е роден на 22 май 1890 година в сярското село Горни порой, тогава в Османската империя. Преселва се в Дупница, където от 1926 година е заместник-редактор на вестник „Светлина“. Включва се в дейността на Дупнишкото македонско благотворително братство и през 1933 година влиза в неговото ръководство.
След Деветосептемврийския преврат от 1944 година е арестуван и на 24 март 1945 година е осъден от Bтopи cъcтaв нa Hapoдния cъд в Дyпницa на 5 гoдини cтpoг тъмничeн зaтвop, глoбa oт 100 000 лв., 10 гoдини лишaвaнe oт гpaждaнcĸи пpaвa и ĸoнфиcĸaция нa eднa тpeтa oт цялoтo имyщecтвo. Умира на 17 декември 1966 година в Дупница. През 1996 година е реабилитиран с решение на Върховния съд на Република България.